# Первая палестинская интифада
Первая палестинская интифада (араб. الانتفاضة الفلسطينية الأولى‎) — восстание палестинцев в период с 1987 по 1991 год, целью которого была провозглашена "борьба против израильской оккупации" (по терминологии арабов) территорий, завоёванных в ходе Шестидневной войны (1967). Иногда сроком окончания первой интифады называют сентябрь 1993 года, в котором были подписаны соглашения в Осло.
Первую интифаду иногда также называют «войной камней», поскольку в её начале палестинцы в основном использовали против израильтян камни и самодельное вооружение. Ко времени подписания «соглашений в Осло» в результате интифады погибли 111 израильтян и более 2000 палестинцев (из них 1100 — убиты израильтянами и 1000 — в результате внутренних конфликтов).
Интифада началась полустихийно; позднее Организация освобождения Палестины пыталась претендовать на роль организатора.

## Причины конфликта
В течение нескольких месяцев, предшествовавших началу первой интифады, произошло множество событий, усиливавших враждебность между палестинцами и израильтянами. В сентябре были убиты четверо израильтян (трое из них — гражданские лица).
Эти инциденты приводили к враждебности между израильтянами и палестинцами и волнениям на всех территориях, которые усиливались с каждым днём и достигли особенно широкого размаха в секторе Газа.
В условиях растущей напряжённости любые слухи распространялись с огромной быстротой. Информация о реальных инцидентах, перемешиваясь с сильно преувеличенными слухами, вызывала дикую панику среди палестинского населения и приводила к уличным стычкам с израильскими полицейскими и солдатами. Именно это сочетание в конце концов и вызвало ту искру, от которой вспыхнуло восстание. Глубинной причиной интифады стало длительное пребывание израильской администрации на палестинских землях. Арабское население занятых в 1967 году территорий не получило израильского гражданства, Египет и Иордания фактически тоже отказались от этих граждан.
По заявлениям палестинцев, интифада представляла собой протест народа против жестоких израильских репрессий, которые включали убийства без суда и следствия, массовые аресты, сносы зданий, пытки, депортации и т. д.
Кроме роста политического и национального самосознания, началу восстания также способствовали отказ Египта от территориальных претензий на сектор Газа и отказ Иорданской монархии от претензий на Западный берег реки Иордан, увеличившаяся плотность палестинского населения (связанная с традиционно высоким уровнем рождаемости среди бедного населения и ограниченностью земель, выделявшихся в условиях израильской оккупации для нового строительства или сельскохозяйственного производства), а также рост безработицы (в частности, получая доход от работы на израильских территориях, многие палестинцы могли позволить себе обучать своих детей в университетах — но найти работу для палестинца с высшим образованием было крайне сложно).
Некоторые наблюдатели также указывают, что палестинцы чувствовали себя оставленными на произвол судьбы своими арабскими союзниками, в то время как ООП не смогла уничтожить Израиль и создать палестинское арабское государство, как было обещано. В то же время ООП, начиная с 1974 года, эффективно препятствовала израильским попыткам провести выборы на контролируемых территориях, так что, по мнению многих людей, им предстояло прожить всю свою жизнь в качестве второсортных граждан, не имеющих полноты политических прав.
ООП была не единственной организацией, призывавшей палестинцев к насилию: в этот период её конкурентами за влияние в палестинском обществе впервые стали радикальные исламские группировки «Хамас» и «Палестинский исламский джихад».

## Ход интифады
Началом первой интифады принято считать 9 декабря 1987 года. Непосредственно перед этим произошло несколько инцидентов. 6 декабря в секторе Газа был убит израильский торговец. Спустя два дня, 8 декабря, израильский армейский грузовик врезался в автофургон, перевозивший палестинцев, которые возвращались с работы в Израиле в лагерь беженцев Джабалия в секторе Газа. Четверо палестинцев погибли, десять были ранены. Среди палестинцев в Газе немедленно распространился слух, что автомобильная авария была преднамеренной местью израильтян. 9 декабря в Джабалии начались демонстрации протеста. Палестинцы жгли покрышки, подростки забрасывали камнями израильские патрульные машины. Солдаты одной из машин открыли огонь по нападавшим, убив одного 17-летнего юношу и ранив ещё нескольких. В скором времени беспорядки распространились по всему сектору, а затем перекинулись и на Западный берег реки Иордан. 19 декабря беспорядки дошли до Иерусалима.
Вначале основным методом восставших были нападения подростков из засады на израильских солдат. Пользуясь своим численным преимуществом (в нападениях обычно участвовало по несколько десятков человек), подростки засыпали израильтян градом камней. Вскоре, однако, восставшие взяли на вооружение бутылки с зажигательной смесью, гранаты, огнестрельное оружие, взрывчатку.
В 1988 были организованы ненасильственные действия, выражавшиеся в отказе коммерсантов-христиан от уплаты налогов, взимавшихся израильтянами для финансирования органов управления оккупированными территориями. Израильские власти сломили сопротивление высокими штрафами, конфискацией и распродажей оборудования, товаров и даже домашней утвари, изъятой у нарушителей.
В конце концов Израилю удалось подавить выступления палестинцев, тем более что силы палестинцев были несравнимы с хорошо оснащёнными и вооружёнными силами безопасности Израиля. Тем не менее интифада вскрыла многочисленные проблемы, касающиеся методов, применяемых израильской армией в отношении палестинцев, а также привлекла внимание мировой и израильской общественности к проблеме сохраняющейся израильской оккупации палестинских территорий. Интифада привела к расколу в израильском обществе. По мнению некоторых наблюдателей, именно интифада привела к росту израильского «движения мира» и переизбранию Ицхака Рабина премьер-министром Израиля в 1992. Завершилась первая палестинская интифада в 1993 с подписанием Соглашений Осло и созданием Палестинской автономии в следующем году.

## Жертвы
По данным организации «Бецелем», за первые тринадцать месяцев интифады погибли 326 палестинцев и 12 израильтян.
По данным Палестинской группы по мониторингу прав человека, с начала интифады и до подписания «соглашений Осло» погибли 111 израильтян («Бецелем») и более 2 тысяч палестинцев; из них, до 1100 — убиты израильтянами и 1000 — в результате внутренних конфликтов).